# Monnina tatei
Monnina tatei là một loài thực vật có hoa trong họ Polygalaceae. Loài này được Ferreyra mô tả khoa học đầu tiên năm 1957.